# Baputa dimidiata
Baputa dimidiata là một loài bướm đêm trong họ Noctuidae.